# 德裔海地人
德裔海地人，是指祖先是德意志人的海地人或是有海地公民櫂的德意志人。

## 歷史
海地最早的德意志人定居點，是位於西北省莫勒聖尼古拉以南龐巴多波利斯。大約1000個德國人在18世紀末來到法属圣多明戈並以咖啡種植為生。1804年以後，他們從让-雅克·德萨林獲得了海地公民身份，並逐漸與其他黑人人口融合。亨利·克里斯托夫擁有德國軍事工程師設計的拉費里埃城堡，並對其建築進行監督。
在1910年，海地的德國人控制了海地80％的國際商業。雖然海地只有200個德國人左右，但他們的經濟實力卻不成比例的大龐。例如，他們在太子港和海地角擁有和經營公用設施，並控制了太子港的主要碼頭。這些德國人與法國商人競爭代表海地對歐洲債權人的公債債務以及控制海地脆弱的國家銀行與海關。這情況令美國不安。
當美國在1917年向德國宣戰時，海地政府抗議德國在該地區的潛艇活動。海地驅逐德國人，德國也與海地斷交。這給了海地人1918年7月14日正式宣戰的藉口。德國的財產被海地政府沒收，並被清算。1918年，德國人在戰後回到島上，恢復了舊業務，並重新獲得了自己的財產。